# Twisted
|  | Aquest article tracta sobre el programari. Si cerqueu la pel·lícula, vegeu «Tomb inesperat». |

Twisted, en ciències de la computació, és un entorn de programació orientada a esdeveniments en xarxa. Programació de successos implica que els usuaris escriuen petits callbacks que són cridats per l'entorn. Twisted està escrit en llenguatge Python.

## Arquitectura
- L'entorn es basa en successos associats a rutines manegadores de successos que s'executen quan s'activa l'esdeveniment corresponent. Amb successos s'aconsegueix que els processos no quedin bloquejats, contràriament al que passa amb l'execució sense successos.[5]
- Totes les biblioteques de rutines callback han de ser sense bloqueig.
- Avantatges : millor aprofitament del temps del processador.
- Inconvenients : més difícil de codificar i mantenir.
- Suporta gran nombre de protocols : HTTP, XMPP, NNTP, IMAP, SSH, IRC, FTP, i altres.

## Exemple
Exemple simple de client TCP :
```
# Copyright (c) Twisted Matrix Laboratories.

# See LICENSE for details.

"""

An example client. Run simpleserv.py first before running this.

"""

from
 
__future__
 
import
 
print_function

from
 
twisted.internet
 
import
 
reactor
,
 
protocol

# a client protocol

class
 
EchoClient
(
protocol
.
Protocol
):

 
"""Once connected, send a message, then print the result."""

 
def
 
connectionMade
(
self
):

 
self
.
transport
.
write
(
b
"hello, world!"
)

 
def
 
dataReceived
(
self
,
 
data
):

 
"As soon as any data is received, write it back."

 
print
(
"Server said:"
,
 
data
)

 
self
.
transport
.
loseConnection
()

 
def
 
connectionLost
(
self
,
 
reason
):

 
print
(
"connection lost"
)

class
 
EchoFactory
(
protocol
.
ClientFactory
):

 
protocol
 
=
 
EchoClient

 
def
 
clientConnectionFailed
(
self
,
 
connector
,
 
reason
):

 
print
(
"Connection failed - goodbye!"
)

 
reactor
.
stop
()

 
def
 
clientConnectionLost
(
self
,
 
connector
,
 
reason
):

 
print
(
"Connection lost - goodbye!"
)

 
reactor
.
stop
()

# this connects the protocol to a server running on port 8000

def
 
main
():

 
f
 
=
 
EchoFactory
()

 
reactor
.
connectTCP
(
"localhost"
,
 
8000
,
 
f
)

 
reactor
.
run
()

# this only runs if the module was *not* imported

if
 
__name__
 
==
 
'__main__'
:

 
main
()

```